# Congrès universel d'espéranto de 1906
Pour un article plus général, voir Congrès universel d'espéranto.
Le congrès universel d’espéranto de 1906 est le 2e congrès universel d’espéranto, organisé en août 1906, à Genève, en Suisse. Il a eu lieu dans la grande salle de concert Victoria Hall. Les organisateurs principaux étaient Hector Hodler, fils du peintre Ferdinand Hodler, ainsi qu'Edmond Privat. Les deux n'avaient pas vingt ans.